# Atractus depressiocellus
Atractus depressiocellus — вид змій родини полозових (Colubridae). Мешкає в Панамі і Колумбії.

## Поширення і екологія
Atractus depressiocellus мешкають на сході Панами, де вони відомі зі схилів гори Серро-Хефе в Національному парку Чагрес, а також на заході Колумбії, в департаменті Чоко. Вони живуть у вологих рівнинних тропічних лісах.